# غوردون دوري
جوردون دورأي (بالإنجليزية: Gordon Durie)‏ هو لاعب كرة قدم اسكتلندي دولي سابق. سبق له أن لعب في كأس العالم لكرة القدم 1998 مع منتخب بلاده.

## مسيرته الكروية
لعب غوردون دوري خلال مسيرته الاحترافية مع 6 أندية في ثلاثة وعشرون موسمًا وسجل خلالها 149 هدف ضمن 451 مباراة. حيث فاز في ثلاثة مواسم بالكأس وفي ستة مواسم بالدوري.
خاض غوردون دوري مسيرته مع نادي إيست فيف في موسم 1981–82 ليلعب معه أربعة مواسم، مشاركًا في 81 مباراة سجل خلالها 26 هدفًا. ثم انتقل إلى نادي هيبرنيان في موسم 1984–85 ولمدة موسمين، حيث شارك في 47 مباراة سجل خلالها 14 هدفًا. لينتقل بعدها إلى نادي تشيلسي في موسم 1985–86 ليلعب معه ستة مواسم، مشاركًا في 123 مباراة سجل خلالها 51 هدفًا. ثم انتقل إلى نادي توتنهام هوتسبير في موسم 1991–92 واستمر معه طيلة ثلاثة مواسم، مشاركًا في 58 مباراة سجل خلالها 11 هدفًا. هذا وانتقل لاحقًا إلى نادي رينجرز في موسم 1993–94 ليلعب معه سبعة مواسم، مشاركًا في 126 مباراة سجل خلالها 44 هدفًا. ثم انتقل بعدها إلى نادي هارت أوف ميدلوثيان في موسم 2000–01 لمدة موسم واحد، مشاركًا في 16 مباراة سجل خلالها 3 أهداف.

## روابط خارجية
- غوردون دوري على موقع الاتحاد الدولي (مؤرشف)  (الإنجليزية)
- غوردون دوري على موقع الاتحاد الأوربي (الإنجليزية)
- غوردون دوري على موقع الاتحاد الإسكتلندي (الإنجليزية)
- غوردون دوري على موقع قاعدة بيانات كرة القدم.إي يو (الإنجليزية)
- غوردون دوري على موقع ناشيونال فوتبول تيمز (الإنجليزية)
- غوردون دوري على موقع Soccerbase.com (لاعب) (الإنجليزية)
- غوردون دوري على موقع عالم كرة القدم.نت (الإنجليزية)